# Makulu ken
Makulu Ken  es un grupo vasco de afrobeat que surge a finales de 2007 en Lasarte-Oria . Ha realizado multitud de concierto, entre otros en los San Fermines de Pamplona en el gaztetxe de Vitoria, en el festival Jazzarrean, en la república de Errekaleor, en el festival Kilometroak en Orio, en Herri Urrats, en las salas donostiarras Kutxa kultur kluba, Doka, Dabadaba, Bukowski, en el Kafe Antzokia de Bilbao, Gernika, Hazparne, Carkaixent, Lekunberri, Lumbier, Beasáin, Hernani, Leiza....Su primer disco fue presentado en una sidrería en el año 2012 y en 2016 presentaron su segundo álbum kalè kalè en la Azoka de Durango, cosechando muy buena crítica.

## Discografía
- Makulu Ken[1] (2012, autoproducido)
- Kalè kalè[2] (2016, autoproducido)